# Kredyt studencki
Kredyt studencki – kredyt udzielany studentom na korzystniejszych niż normalne warunkach dla kredytobiorcy. Charakteryzuje się na ogół niskimi stopami procentowymi i odroczoną spłatą pożyczonej kwoty. Kredytobiorca zwykle zaczyna spłacać pożyczkę z chwilą rozpoczęcia aktywności zawodowej lub dwa lata po ukończeniu studiów. 